# Johann Seivert
Johann Seivert (Pseudonyme: Johann Trevies, Johann Strevei, S**; * 17. April 1735 in Hermannstadt; † 27. April 1785 in Hammersdorf) war ein siebenbürgisch-sächsischer Historiker und Dichter. Er verfasste das erste publizierte deutschsprachige Schriftstellerlexikon seiner Region und gilt als wegweisender Forscher auf dem Gebiet der Inschriftenforschung und der Numismatik.

## Leben
Johann Seivert wurde als Kind einer bürgerlichen Familie in Hermannstadt geboren. Seine Eltern waren Daniel Seivert (Schneider und Mitglied des Stadtrates) und Agnetha Gierlich. Ab 1751 studierte Seivert am Hermannstädter Gymnasium. Eine maßgebliche Rolle in der Erziehung des jungen Seivert spielte der damalige Rektor des Hermannstädter Gymnasiums, Andreas Schun. 1754 legte der 19-jährige Seivert eine öffentliche Prüfung ab, die so erfolgreich verlief, dass ihm ein Auslandsstudium ermöglicht wurde. Seivert studierte anschließend drei Jahre lang Theologie und Philosophie an der Universität Helmstedt. Nach seiner Rückkehr unterrichtete Seivert zunächst als Lehrer am Hermannstädter Gymnasium, war dort Extraordinarius, dann Collaborator und schließlich Konrektor. 1764 gab Seivert die Lehrtätigkeit auf und wurde Diakon der Klosterkirche St. Elisabeth in Hermannstadt, dann Mittwochsprediger und ab dem 8. März 1771 Archidiakon oder Stadtprediger an der Parochialkirche. Einige Monate später, am 16. November 1771 wurde er an die Pfarre Hammersdorf gerufen, wo er bis zu seinem Tode als Pfarrer tätig war.
Seivert beschäftigte sich unter anderem auch mit Numismatik und baute eine große und wertvolle Sammlung römischer und siebenbürgischer Münzen auf, die nach seinem Tod vom königlich siebenbürgischen Hofrat Johann Nepomuk Graf Esterházy und von der Brukenthalschen Münzsammlung angekauft wurde.

## Schriften und Werke

### Schriften
- Die Münzen des Röm. Kais. Hauses und der Tyrannen, bis auf den Kaiser Heraclius nach den Stufen ihrer Seltenheit. Schulz Witwe, Wien 1765, (Digitalisat).
- Inscriptiones monumentorum Romanorum in Dacia mediterranea. Trattner, Wien 1773, (Digitalisat).
- Die Sächsische Stadt-Pfarrern zu Hermannstadt. Barth und Sohn, Hermannstadt 1777, (Digitalisat).
- Nachrichten von Siebenbürgischen Gelehrten und ihren Schriften. Weber und Korabinski, Preßburg 1785, (Digitalisat).
- Kurze Geschichte der Provinzial Bürgermeister von Hermannstadt in Siebenbürgen. Hochmeister, Hermannstadt 1792, (Digitalisat).

### Poetische Werke
- Freimütige Gedanken von Gespenstern. s. n. (d. i.: Georg Otto), Frankfurt und Leipzig (d. i.: Coburg) 1757[1], (Digitalisat).
- Siebenbürgische Kleinigkeiten. Georg Otto, Coburg 1758[1], (Digitalisat).
- Der Christ. 2 Stücke. Barth, Hermannstadt 1773, 1780.
- An Dacien bey dem Tode Marien Theresiens der Großen 1780. Barth, Hermannstadt 1780[2], (Auch in: Denkmäler dem unsterblichen Andenken Marien Theresiens gewidmet. Poetischer Theil. Trattner, Wien 1784, S. 73–74).
- Hypochondrische Einfälle. Weber und Korabinski, Preßburg 1784[2].

### Beiträge in Zeitschriften (Auswahl)
- Siebenbürgische Briefe über verschiedene vaterländische Gegenstände. (1–21). [Beiträge meist historischen Inhalts.] In: Allergnädigst-privilegirte Anzeigen sämmtlich-kaiserlich-königlichen Erbländern, herausgegeben von einer Gesellschaft. Wien, Jg. 5, 1775; Jg. 6, 1776, (Digitalisate). 19 dieser Briefe wurden in zum Teil vermehrter und verbesserter Form auch im Ungrischen Magazin, Bd. 1–3, 1781–1783, abgedruckt.
- Von der siebenbürgischsächsischen Sprache. In: Ungrisches Magazin. Bd. 1, Stück 3, 1781, S. 257–282.
- Die Grafen der Sächsischen Nation und Hermannstädtischen Königsrichter im Großfürstenthume Siebenbürgen. In: Ungrisches Magazin. Bd. 2, Stück 3, 1782, S. 261–302; Bd. 3, Stück 2, 1783, S. 129–163, Stück 4, S. 393–432.
- Das hohe Lied Salomons in Siebenbürgischsächsischer Sprache. In: Ungrisches Magazin. Bd. 4, Stück 1, 1787, S. 22–34.
- Beyträge zur Religionsgeschichte von Hermannstadt in Siebenbürgen, in den Jahren 1521–1546. In: Ungrisches Magazin. Bd. 4, Stück 2, 1787, S. 154–211.
- Vom Ursprunge der Burzenländischen Sachsen oder Deutschen in Siebenbürgen. In: Ungrisches Magazin. Bd. 4, Stück 2, 1787, S. 211–223.
- Hermannstadt. In: Ungrisches Magazin. Bd. 4, Stück 4, 1787, S. 397–407.
- Entwurf der Siebenbürgischen Katholischen Bischöfe zu Weißenburg. In: Siebenbürgische Quartalschrift. Jg. 1, Heft 2, 1790, S. 171–208, Heft 3, S. 249–282, Heft 4, S. 345–376.
- Skizze der Superintendenten Augsburgischer Konfession, im Großfürstenthum Siebenbürgen. In: Siebenbürgische Quartalschrift. Jg. 2, Heft 1, 1791, S. 1–35.
- Von dem Siebenbürgisch-Sächsischen Nationalprivilegium des Königes Andreas des Zweyten. In: Neues Ungrisches Magazin. Bd. 1, Stück 4, 1791, S. 305–347.
- Von den Vorrechten und Freiheiten der Sächsischen Nation in Siebenbürgen; nach Maaßgaben des / ihr vom König Andreas II. ertheilen Privilegiums / vom Jahr 1224. In: Siebenbürgische Quartalschrift. Jg. 4, Heft 2, 1795, S. 129–169.
- Beitrag zur Gelehrten Geschichte der Siebenbürgischen Unger und Szekler. In: Siebenbürgische Quartalschrift. Jg. 5, Heft 3, 1797, S. 202–256, Heft 4, S. 289–332; Jg. 6, Heft 2, 1798, S. 149–170, Heft 3, S. 219–246, Heft 4, S. 297–315; Jg. 7, Heft 1, 1801, S. 1–23, Heft 4, S. 273–284.
- Chronologisches Verzeichnis der Pfarrer des Hermannstädtischen Capitels seit 1327 bis auf gegenwärtige Zeit. In: Siebenbürgische Provinzialblätter. Bd. 2, 1807, S. 103–135, 195–220; Bd. 3, Heft 1, 1808, S. 1–21.

### Herausgeberschaften
- Joannis Lebelius (d. i.: Johann Lebel): De oppido Thalmus, Carmen historicum. Barth, Hermannstadt 1779.
- Samuel Köleséri von Keres-Eer: Auraria Romano-dacica, una cum Valachiae cis-alutanae subterraneae descriptione Michaelis Schendo. 2. Auflage. Landerer, Preßburg u. a. 1780, (Digitalisat).

### Seivert zugeschriebene Werke
- S…: Sprache der Vernunft, oder philosophisches Selbstgespräch. Hochmeister, Hermannstadt 1780[3], (Digitalisat).
- Karl Gottlieb Windisch: Geographie des Großfürstenthums Siebenbürgen (= Geographie von Ungarn. Theil 3). Löwe, Preßburg 1790.[4]